# 埃爾紹塞 (萊昂省)

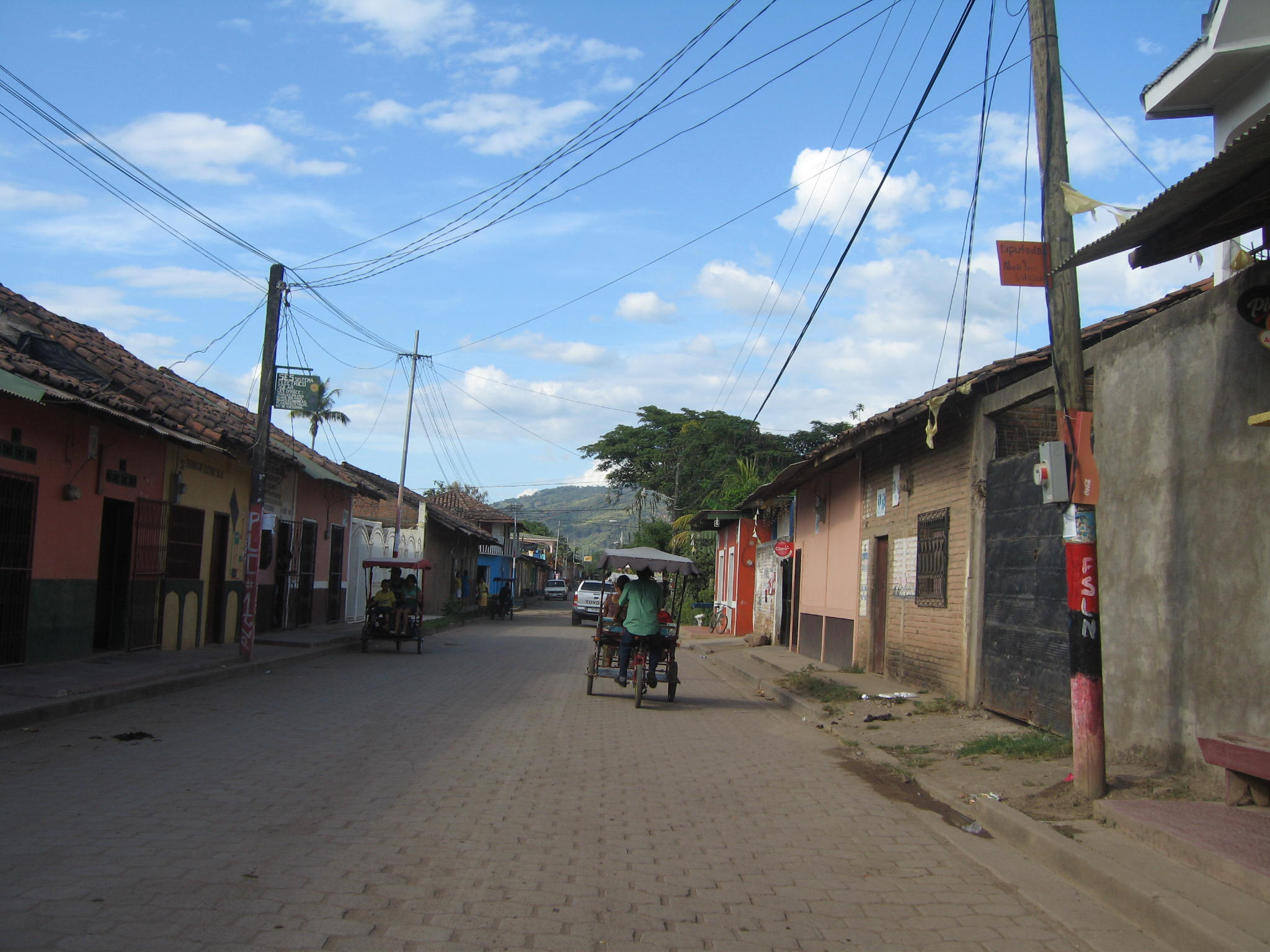

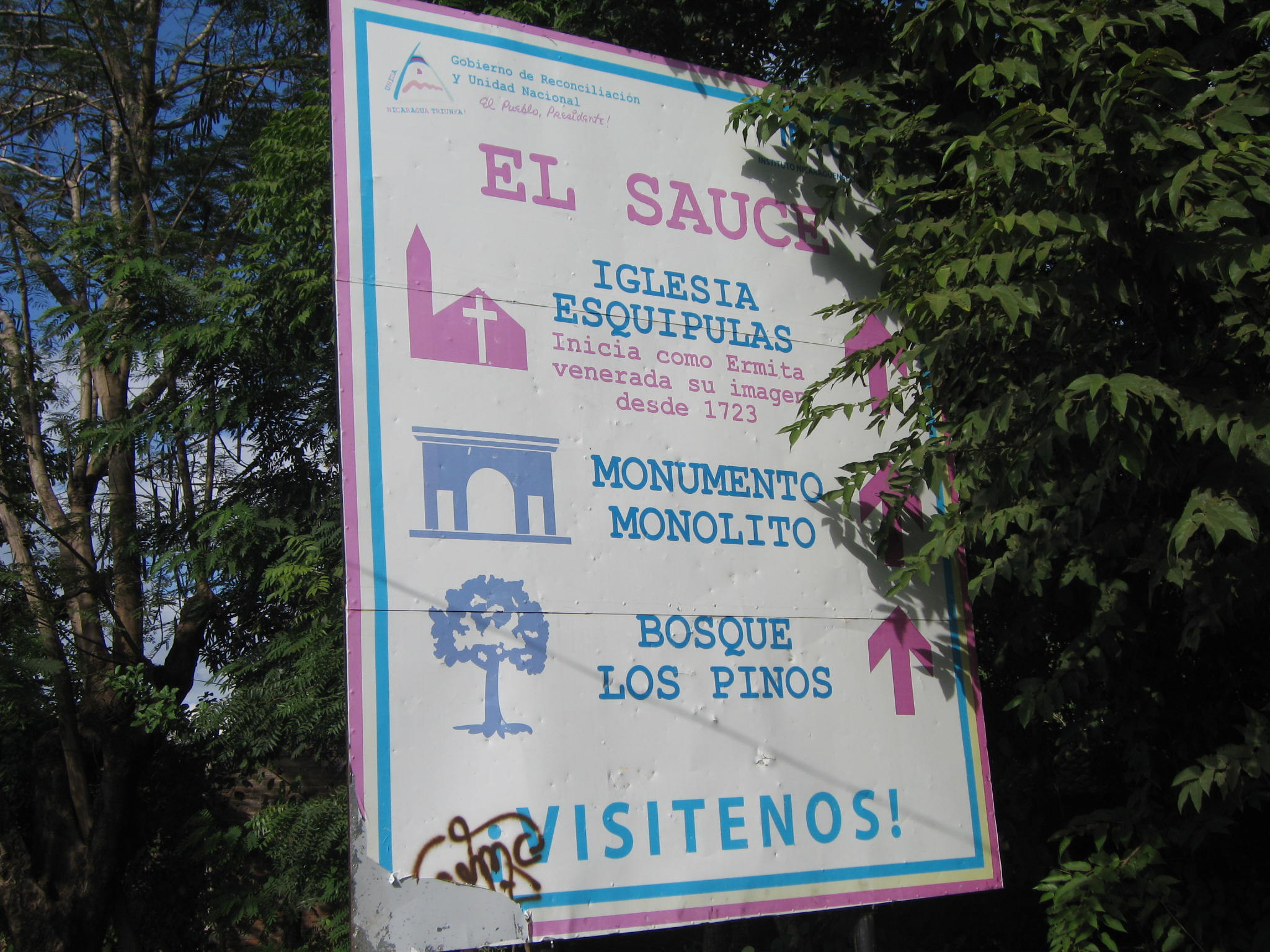

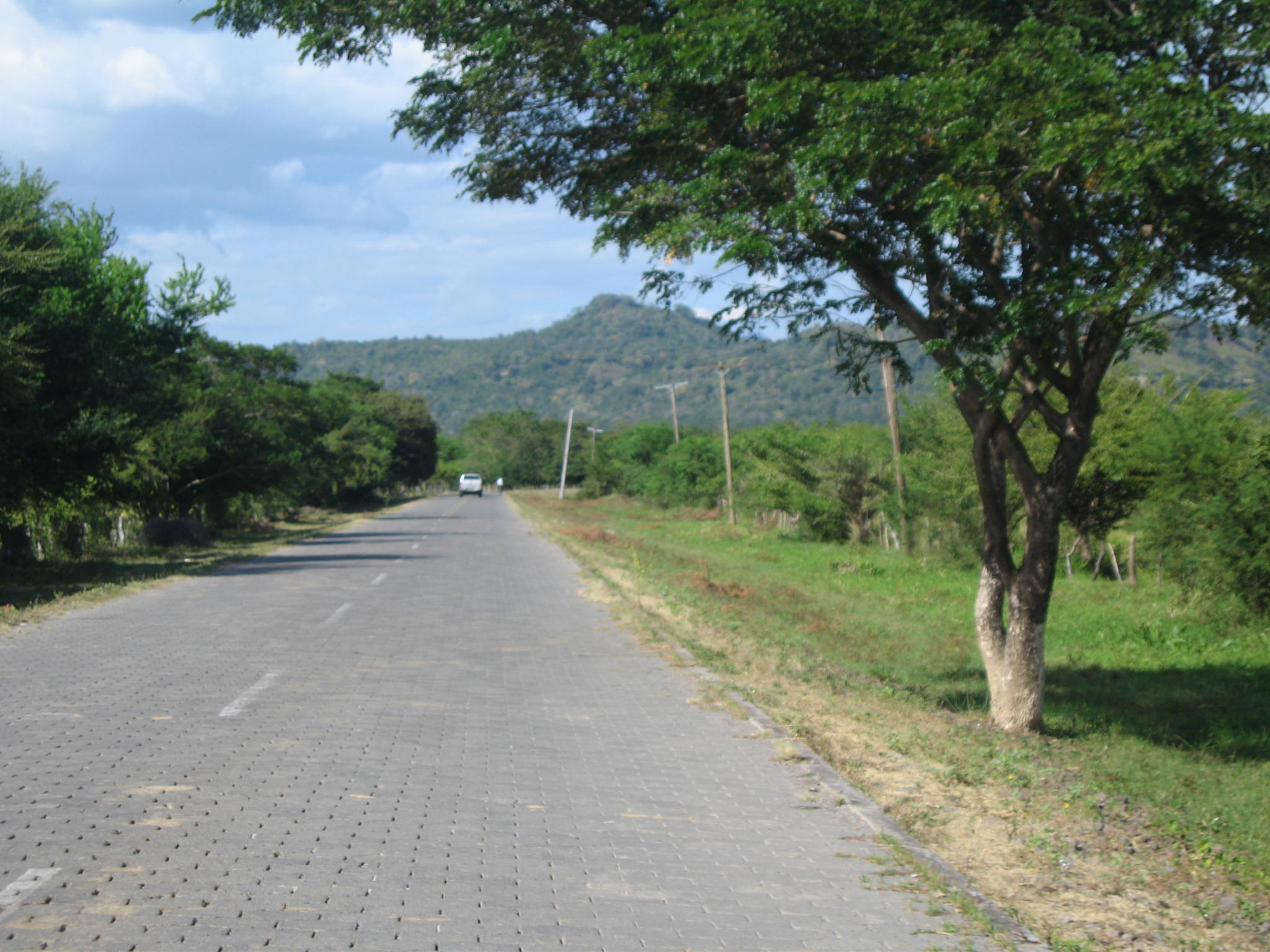

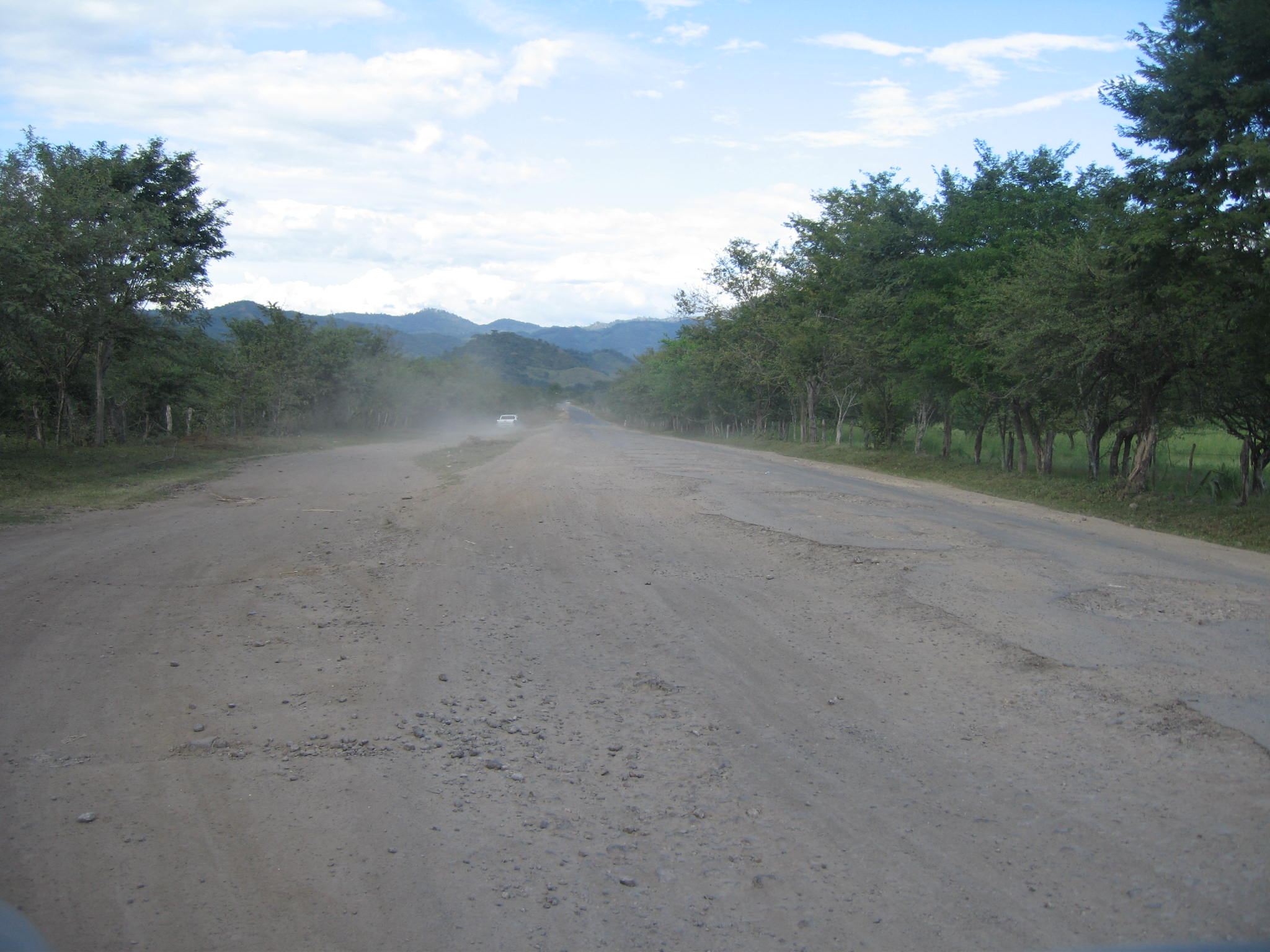

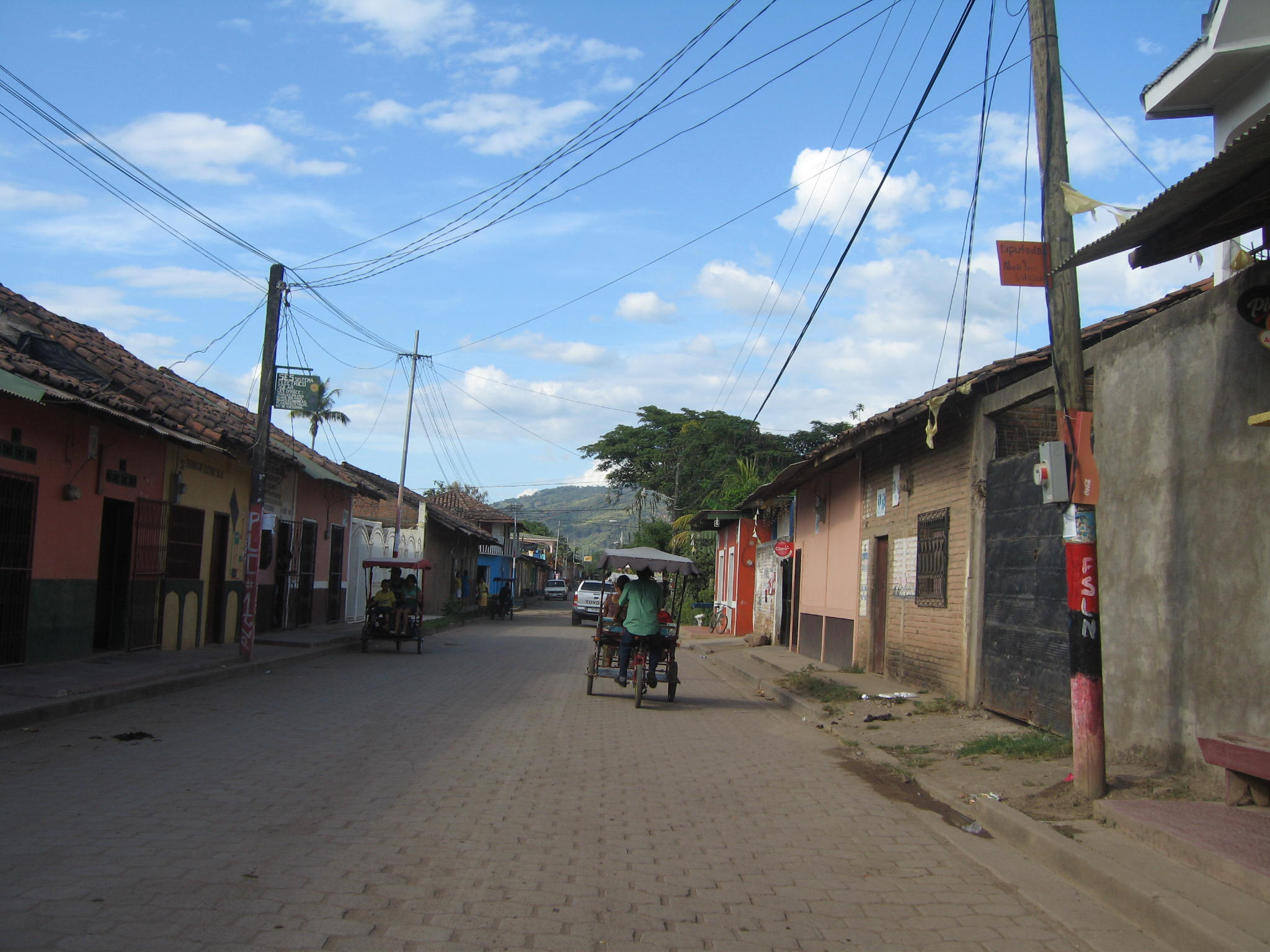

埃爾紹塞（西班牙語：El Sauce），是尼加拉瓜的城鎮，位於該國西部，由萊昂省負責管轄，面積693平方公里，海拔高度162米，2005年人口27,900，人口密度每平方公里40.26人。
12°53′0″N 86°32′0″W / 12.88333°N 86.53333°W